# Éster carbónico
Un éster carbónico es un compuesto orgánico con el grupo funcional R1-O-CO-O-R2 donde R1 y R2 son radicales orgánicos. Pueden considerarse derivados del ácido carbónico, H2CO3, donde se sustituyen los dos átomos de hidrógeno por dos radicales. Son similares a los ésteres en cuanto a su estructura, con un átomo de oxígeno intermedio adicional, por lo que poseen propiedades químicas similares.
| Ácido carbónico | Éster de ácido carbónico | Éster de ácido carboxílico |
| --------------- | ------------------------ | -------------------------- |

## Nomenclatura
Muchos de ellos tienen nombres comunes. Se pueden nombrar como derivados del ácido carbónico, con el nombre "carbonato de" más el nombre de los radicales alquilo.
Ejemplos: Carbonato de etilbutilo: CH3-CH2-O-CO-O-CH2-CH2-CH2-CH3
Carbonato de dimetilo CH3-O-CO-O-CH3

## Síntesis
Los métodos de laboratorio para la síntesis de ésteres carbónicos son:
- por reacción de fosgeno, COCl2, con alcoholes, usando piridina o alcoholato sódico como agentes de condensación.[1]

COCl2 + 2 R-OH → R-O-CO-O-R + 2 HCl
- por reacción entre ésteres del ácido clorofórmico y alcoholes:[1]

Cl-CO-O-R + R'-OH → R'-O--CO-O-R + HCl
- a partir de los correspondientes dioles, especialmente para la formación de compuestos cíclicos.
- por doble oxidación de cetonas en una reacción de Baeyer-Villiger. Aunque este método es plausible, no hay evidencias de que sea efectivo.
- por reacción de un epóxido con dióxido de carbono catalizado por un haluro de cinc.[2]

## Propiedades
Son líquidos estables, de color agradable y etéreo. 
Manifiestan las mismas reacciones que los ésteres de ácido carboxílico: hidrólisis ácida y alcalina, transesterificación ácida y alcalina, formación de uretanos y de urea por la acción del amoníaco y condensación con grupos metileno activos.